# حملة انتخابية سلبية
الحملات الانتخابية السلبية تتمثل في القيام بارتداء الأدوات الخاصة بالحملة أو حمل لافتاتها إلى محل الاقتراع بقصد التأثير على الناخبين. في جميع أنحاء الولايات المتحدة تختلف القوانين المتعلقة بالحملات الانتخابية السلبية. وفي خريف عام 2008، سعى المسؤولون في ولاية فرجينيا إلى حظر ارتداء الأدوات الخاصة بالحملة. وتطبق نيويورك قانونًا مماثلاً.
في عام 2008، حذرت الجهات السياسية المنظمة على شبكة الإنترنت الناخبين من ارتداء التي شيرتات الخاصة بالحملات في مراكز الاقتراع. وقررت الجهات المنظمة بعد تفكير أن هذه القوانين المبهمة سيتم استخدامها لإبعاد الناخبين عن مراكز الاقتراع.
وتحظر ست ولايات على الأقل، وهي مين، ومونتانا، ونيويورك، وفيرمونت، وفيرجينيا، وكانساس ارتداء الأزرار والملصقات والشارات الخاصة بالحملات داخل مراكز الاقتراع. وتُبذل الجهود لفرض حظر مماثل أمام إحدى محاكم ولاية بنسلفانيا. وقال الاتحاد الأمريكي للحريات المدنية إن الحظر ينتهك الحق الذي منحه التعديل الأول في حرية التعبير.

## نيويورك
لدى نيويورك قانون يحظر ارتداء الأزرار أو التي شيرتات الخاصة بالحملات في مكان الاقتراع ولكنه نادرًا ما يطبق. في خريف عام 2008، صرح المتحدث الجديد باسم لجنة الانتخابات في ولاية نيويورك بوب بريم أن الناخبين الذين يرتدون الأزرار أو التي شيرتات الخاصة بالحملات في مراكز الاقتراع سيُطلب منهم نزع ما يرتدونه.

## فيرجينيا
صوتت لجنة الانتخابات في ولاية فيرجينيا يوم الثلاثاء 14 أكتوبر 2008، على حظر ارتداء الملابس والقبعات وكذلك الأزرار وغيرها من الأدوات التي تدعو مباشرة إلى انتخاب مرشح معين أو هزيمته أو الموافقة على مسألة معينة أو رفضها.

## كندا
في الوقت الذي يسمح فيه القانون الانتخابي الكندي لممثلي الأحزاب السياسية بالتواجد في مراكز الاقتراع، فإنه لا يسمح لأي فرد متواجد في مركز الاقتراع بارتداء أو حمل أي شيء يحدد هويته كعضو في حزب سياسي أو داعم لأي قضية سياسية أو مناهض لها. ويشمل هذا الناخبين. كما لا يُسمح للمسؤولين الحزبيين بتنظيم حملات مباشرة أمام مراكز الاقتراع، كما لا يجوز لأي شخص القيام بأية دعاية انتخابية داخل مراكز الاقتراع.
يجب أن تفي الأدوات التي يستخدمها مسؤولو الانتخابات بمعايير اللون الصارمة. ويمكن للمسؤولين رفض العمل إذا كانت ملابسهم تأخذ «لونًا حزبيًا».